# 이베리아 항공
이베리아 항공(영어: Iberia)은 스페인의 국영 항공사이자, 국책 항공사이며, 스페인에서 가장 큰 항공사이다. 본사는 마드리드에 위치해 있으며, 원월드의 회원사이다.

## 개요
1927년 독일의 항공사인 루프트한자와 금융 재벌인 호라치오 에체베리에타(스페인어: Horacio Echeberrieta)가 110만 페세타를 투자하여 설립해 12월 14일 첫 운항을 시작했다. 1928년부터 스페인 정부의 지원으로 마드리드와 바르셀로나를 운항하는 우편 업무를 시작했다. 1944년 9월 30일 국영화되었고 제2차 세계대전 이후 1946년에 처음으로 유럽과 남아메리카에 취항한 항공사가 되었다. 1953년 미국과 비자 협정으로 스페인을 방문하는 미국 시민에 대해 비자 면제 조치가 취해져 미국과 스페인 간 운항 승객 수가 급증했다. 2009년 11월 12일 영국항공과 합병하기로 합의했다. 이 합의를 통해 두 항공사는 매출 기준으로 세계 3대 항공사가 되었다. 2010년 4월 8일 최종 합의를 통해 두 항공사가 합병되었다. 두 항공사의 합병으로 국제 항공 그룹이 탄생했지만, 두 항공사는 각각 자사 브랜드로 계속 운항하고 있다.

## 운항 노선
- 2012년 5월 기준으로 이베리아 항공은 다음과 같은 노선을 운항하고 있다.

### 코드쉐어 협정
- 이베리아 항공은 다음과 같은 항공사와 코드쉐어 협정을 하고 있으며 * 표시는 원월드 회원에 속한다.

| - S7 항공 (원월드) - TAAG 앙골라 항공 - LATAM 브라질 - LATAM 칠레 - 로얄 에어 모로코 (원월드) - 로얄 요르단 항공 (원월드) - 부엘링 항공 - 불가리아 항공 - 아메리칸 항공 (원월드) - 아비앙카 항공 (스타얼라이언스) | - 엘알 이스라엘 항공 - 영국항공 (원월드) - 우크라이나 국제항공 - 인터제트 항공 - 일본항공 (원월드) - 코파 항공 (스타얼라이언스) |

## 보유 기종
- 2025년 2월 기준으로 이베리아 항공은 다음과 같은 기종을 보유하고 있으며 평균 기령은 8.2년이다.[1][2]

## 마일리지 프로그램
- 이베리아 플러스(영어: Iberia Plus)로 승객 수송, 항공기 보수 및 유지, IT 시스템, 기내식 서비스, 화물 보관 및 탁송 서비스도 제공한다. 또한 이베리아 리저널과 함께 이베리아 그룹에 속해있다.

## 같이 보기
- 스페인의 교통

## 사진

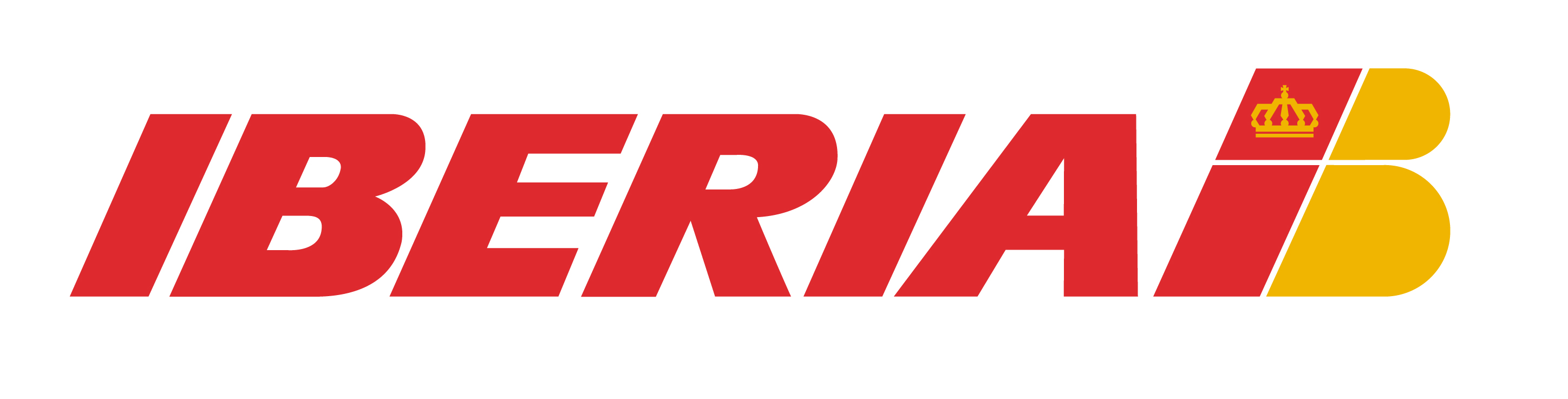
이베리아 항공의 구 로고(1992년부터 2013년까지)
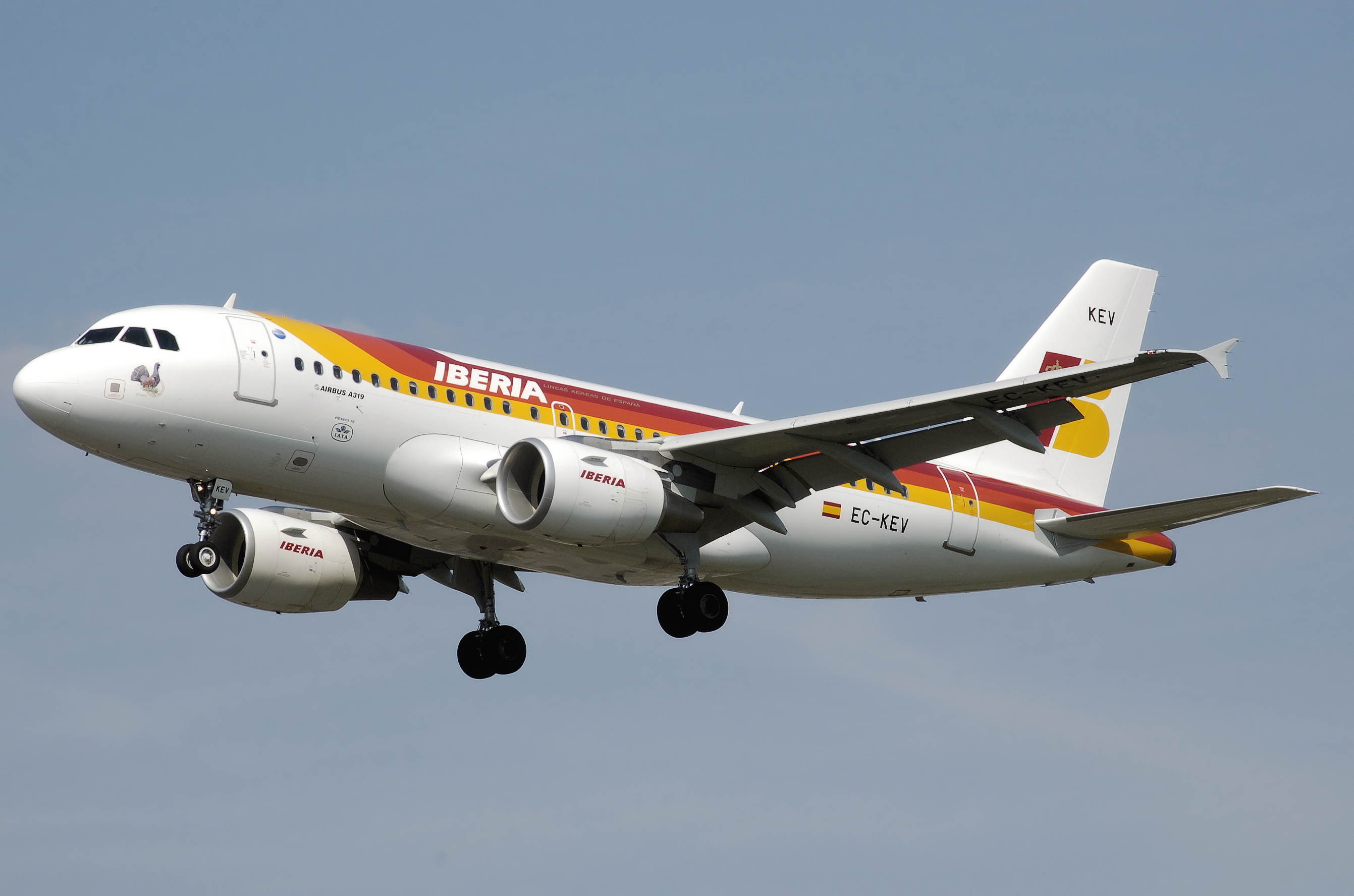
이베리아 항공의 에어버스 A319-100
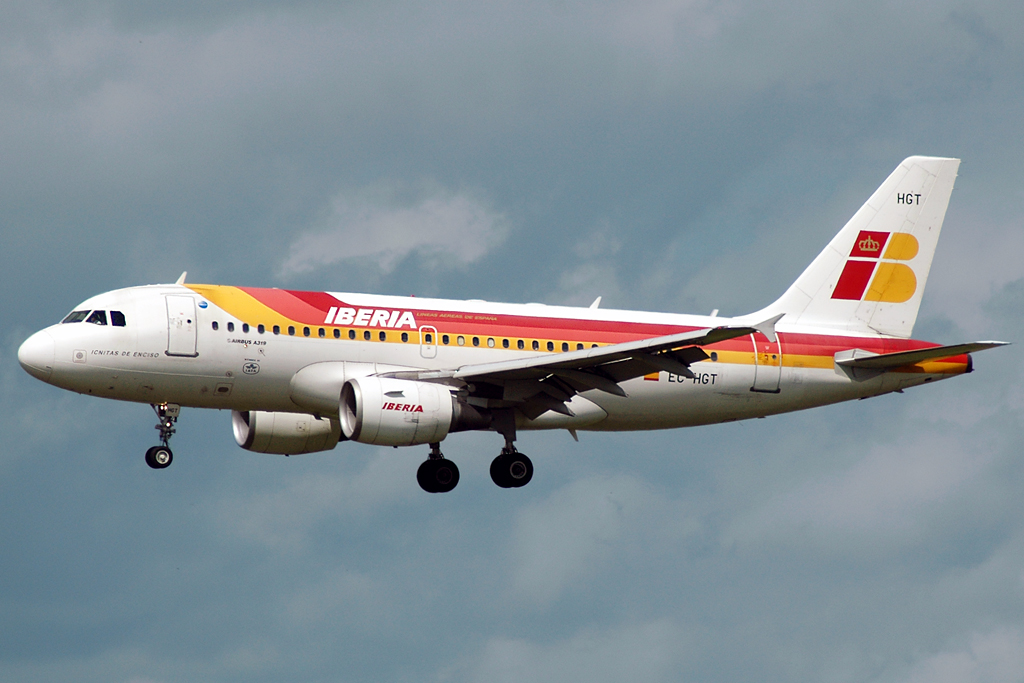
이베리아 항공의 에어버스 A320-200
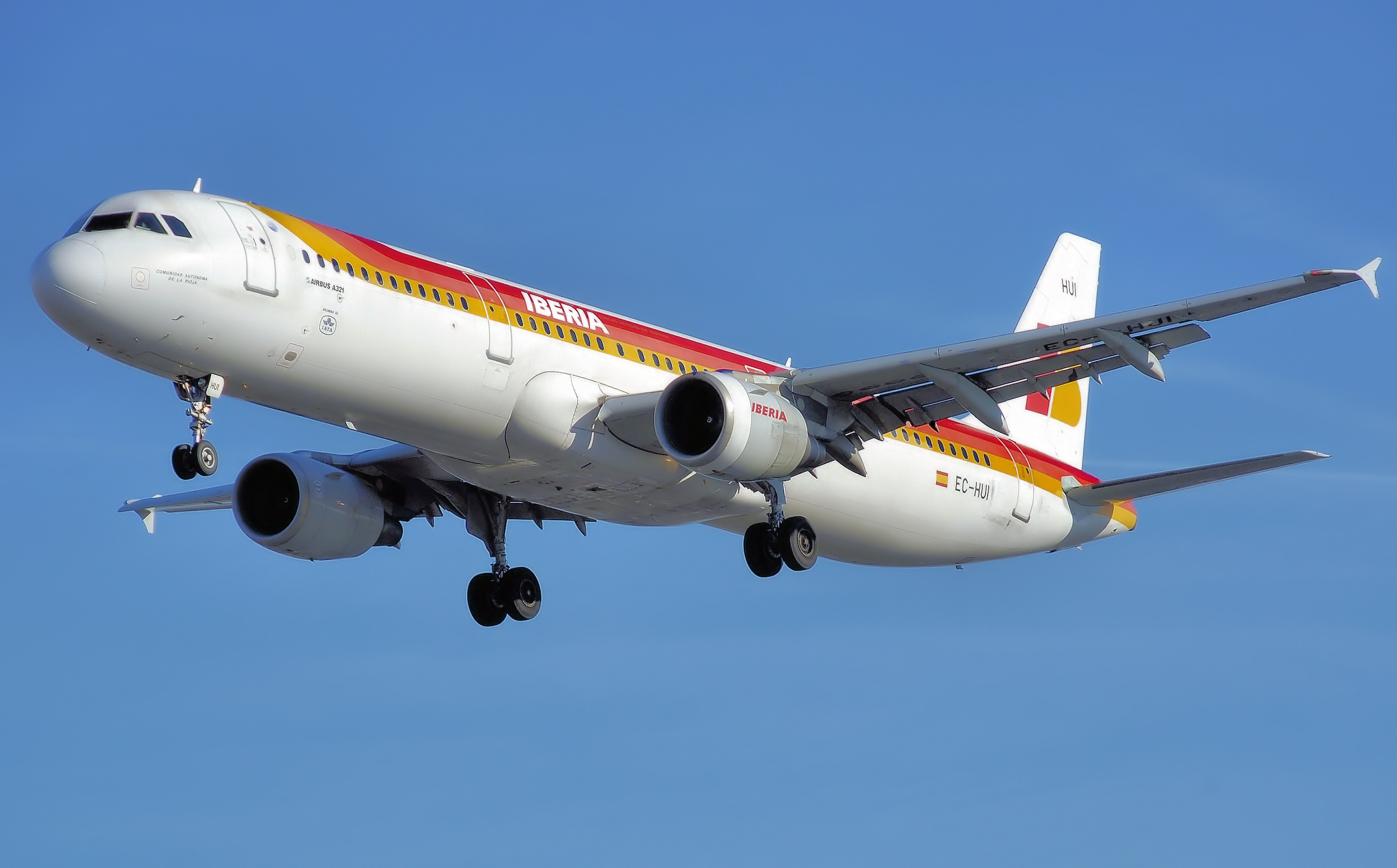
이베리아 항공의 에어버스 A321-200
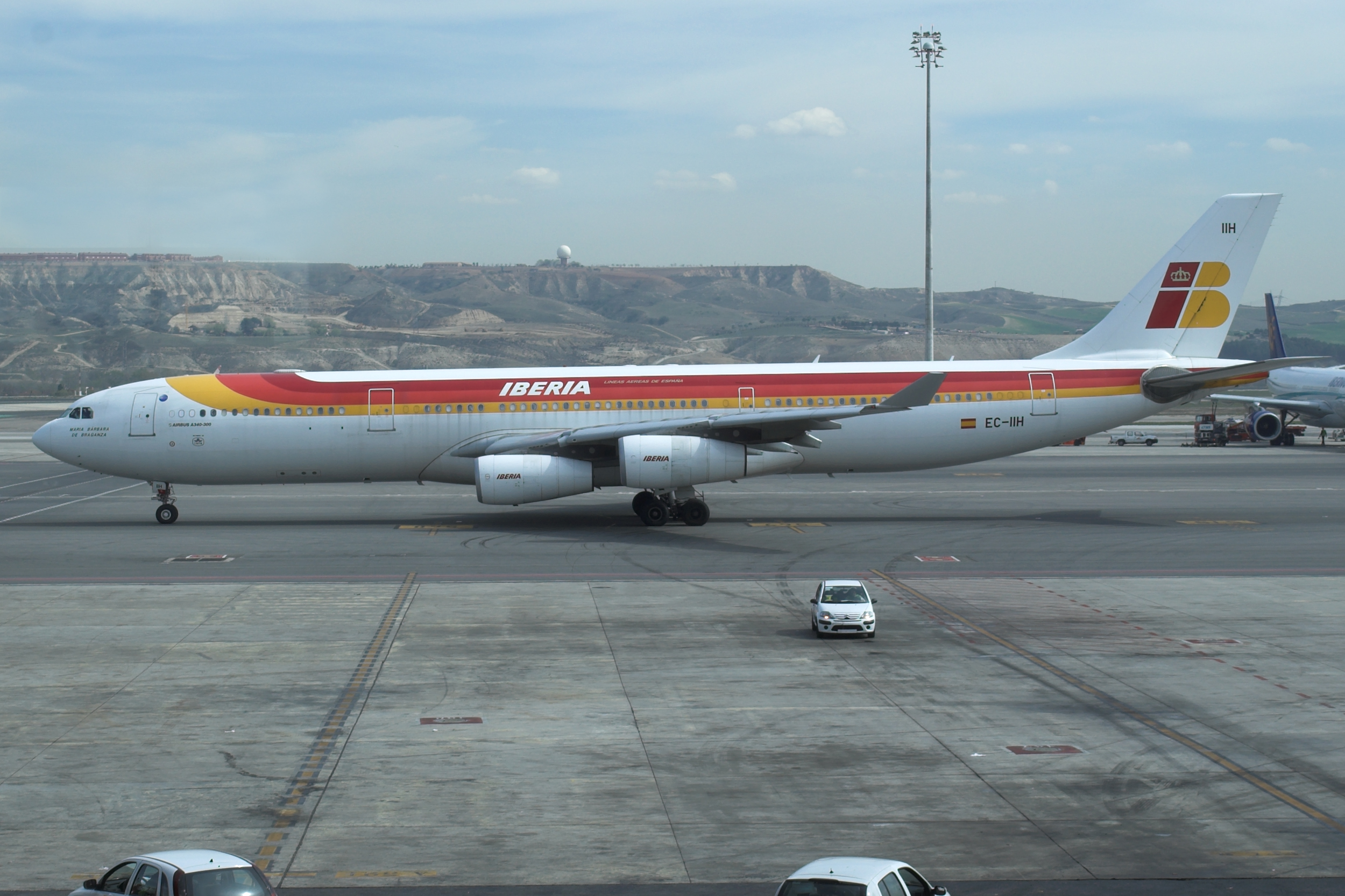
이베리아 항공의 에어버스 A340-300
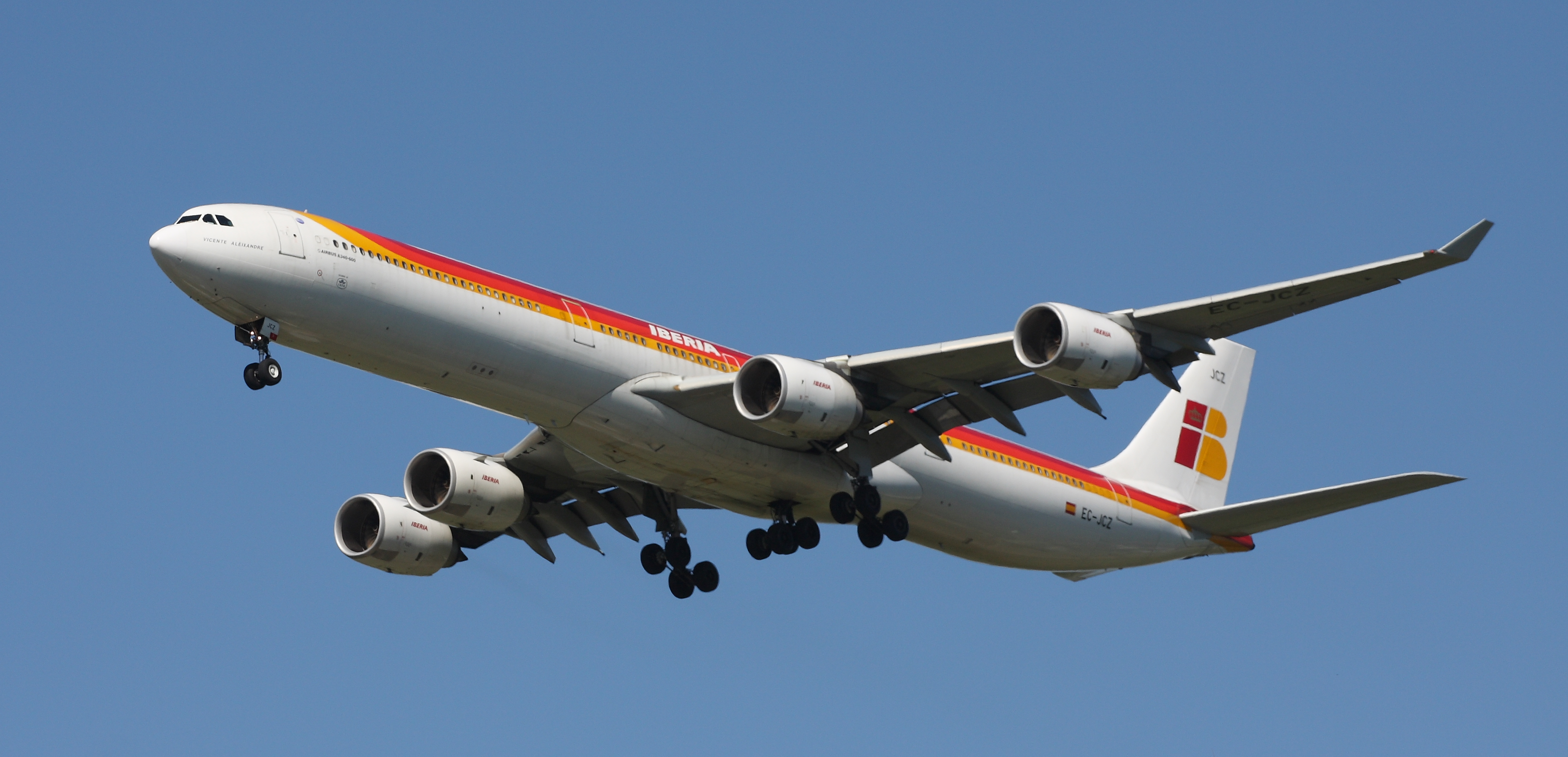
이베리아 항공의 에어버스 A340-600
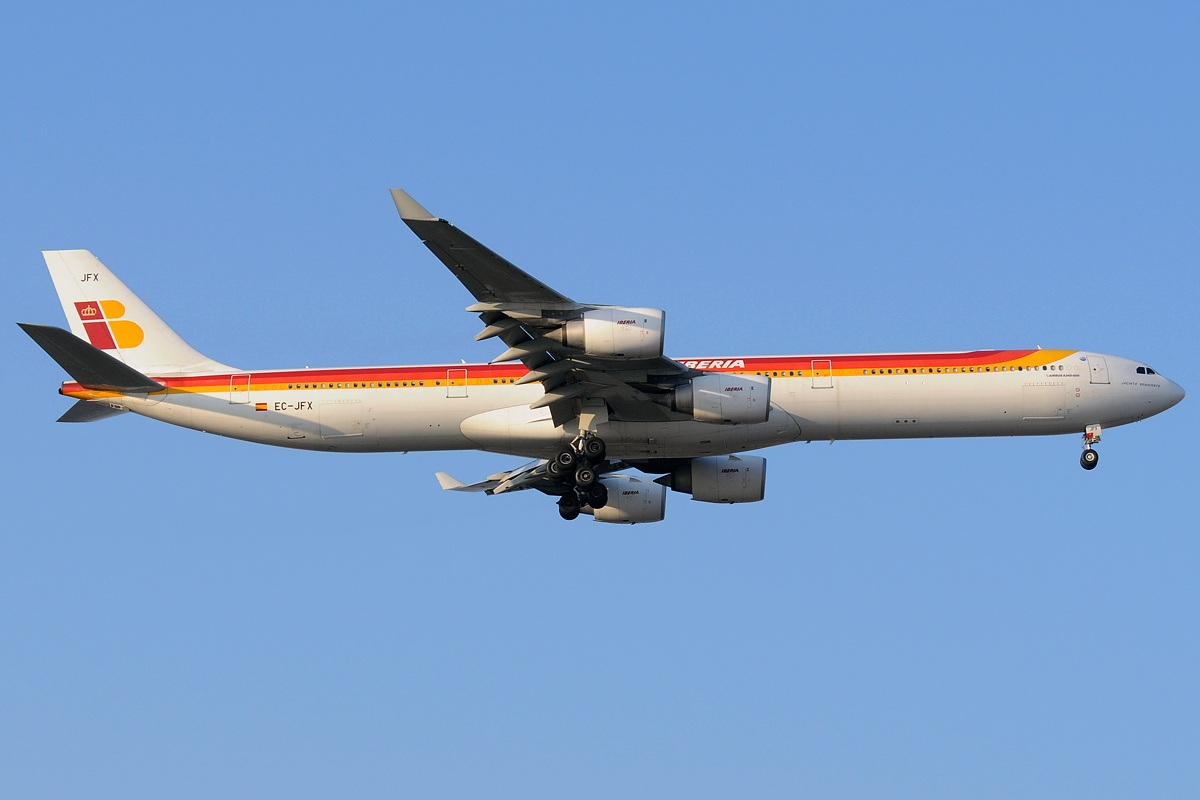
이베리아 항공의 에어버스 A340-600
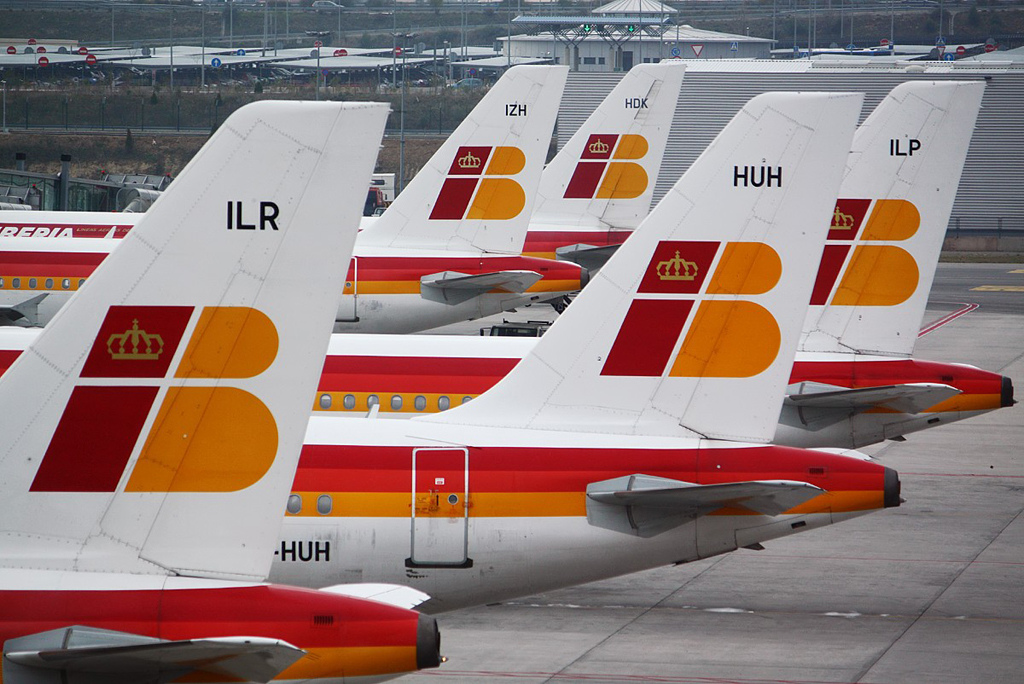
마드리드 바라하스 국제공항에서 촬영한 이베리아 항공